# Hans Werner von Dewall
Hans Werner von Dewall (* 14. September 1901 in Celle; † 24. März 1974) war ein deutscher Industrieller.

## Leben
Dewall entstammte einer alten Familie, die mehrfach den Oberbürgermeister von Wesel stellte und die niederländische Adelsbezeichnung Jonkheeren van de Wall führte, dann 1802 zu Wien auch die Reichsadelsbestätigung mit Wappenbesserung als von Dewall erhielt. Seine Eltern waren der Generalmajor Hans von Dewall (* 1866) und Emmy Mertens (* 1875). Der Vater war zeitweise Kommandant des Truppenübungsplatz Munsterlager. Hans Werner hatte einen älteren Bruder Otto-Eberhard (* 1897).
Hans Werner von Dewall studierte das Bergfach in Berlin und war dort Mitglied des Corps Vandalia. Nach Examen und Promotion trat er in das preußische Ministerium für Handel und Gewerbe ein und kam von dort zur staatseigenen Bergwerksgesellschaft Hibernia AG in Herne. Später war er Bergrat bei der Bergwerksdirektion Saarbrücken. Dewall war Geschäftsführer der Bergwerksverwaltung Oberschlesien GmbH der Reichswerke „Hermann Göring“ in Kattowitz.
Nach dem Zweiten Weltkrieg trat er 1948 in den Vorstand der Hibernia AG ein und wurde 1952 deren Vorstandsvorsitzender. Unter seiner Leitung wurde die bisher reine Bergwerksgesellschaft in einen Energiekonzern umgewandelt, der später den Kern der VEBA (heute E.ON) bildete. Auch bei der VEBA gehörte Dewall dem Vorstand an.
Dewall war Generalsachverständiger für Kohle bei der deutschen Delegation für den Schuman-Plan.